# Robert Millar, 2. Baron Inchyra
Robert Charles Reneke Hoyer Millar, 2. Baron Inchyra (* 4. April 1935; † 27. Juni 2011 in King’s Sombe, Isle of Wight/Hampshire) war ein britischer Peer, Banker und Politiker.

## Leben und Karriere
Millar wurde am 4. April 1935 als Sohn von Frederick Hoyer Millar, 1. Baron Inchyra und Anna Judith Elizabeth van Swinderen geboren. Er besuchte das Eton College und später das New College.
Millar diente bei den Scots Guards.
Später war er als Banker tätig. Von 1967 bis 1975 war er regionaler Direktor (Local Director) der Barclays Bank in Newcastle upon Tyne. Bei der Barclays Bank war er von 1976 bis 1981 regionaler Hauptgeschäftsführer (Regional General Manager). Von 1982 bis 1985 war er stellvertretender Vorsitzender (Deputy Chairman) der Barclays Bank Trust Co Ltd.
Millar war von 1985 bis 1987 Hauptgeschäftsführer der Barclays Bank plc.
Bei den UK Financial Services war er von 1987 bis 1988 Direktor. Von 1988 bis 1994 war Millar Generaldirektor (Director General) der British Bankers Association. Von 1979 bis 2002 war er Direktor der Witan Investment Trust plc. Bei dem European Utilities Trust plc war er von 1994 bis 2005 Vorsitzender (Chairman). Von 1994 bis 2003 war er Vorsitzender der National Association of Clubs for Young People (NACYP).
Außerdem war er bei der Multiple Sclerosis International Federation (MSIF) von 2001 bis 2009 Schatzmeister (Treasurer) und Mitglied der Queen's Body Guard for Scotland, Royal Company of Archers.

## Mitgliedschaft im House of Lords
Millar erbte nach dem Tod seines Vaters 1989 den Titel des Baron Inchyra und den damals damit verbundenen Sitz im House of Lords. Dort saß er als Crossbencher. Am 1. Mai 1990 nahm er erstmals seinen Sitz ein. Seine Antrittsrede hielt er am 11. November 1992 zum Thema Kleinunternehmen.
In den folgenden Jahren sprach er zu den Beschwerden von Kleinunternehmen, der Criminal Justice and Public Order Bill und einem Lords Amendment, zuletzt am 25. Oktober 1994.
Sitzungsperiode 1997 / 1998: 83 Tage (von 228)
Durch den House of Lords Act 1999 verlor er seinen Sitz.

## Familie und Tod
Millar heiratete am 1. August 1961 Fiona Mary Sheffield, die Tochter von Edmund Charles Reginald Sheffield und Nancie Miriel Denise Soames. Sie hatten drei Kinder, einen Sohn und zwei Töchter.
Millar starb am 27. Juni 2011 in seinem Haus Rookley Manor im Alter von 76 Jahren. Seine Witwe ist Nachkomme der Sheffield Baronets. Den Titel erbte sein Sohn Christian Millar, 3. Baron Inchyra (* 1962).